# Saraorci
Saraorci (cyr. Сараорци) – wieś w Serbii, w okręgu podunajskim, w mieście Smederevo. W 2011 roku liczyła 2107 mieszkańców.